# Saint-Sauveur-d'Émalleville
Saint-Sauveur-d'Émalleville è un comune francese di 1 201 abitanti situato nel dipartimento della Senna Marittima nella regione della Normandia.

## Società

### Evoluzione demografica
Abitanti censiti